# Hywoolla adda
Hywoolla adda is een vlinder uit de familie van de spinneruilen (Erebidae). De wetenschappelijke naam van de soort werd voor het eerst geldig gepubliceerd in 1902 door Swinhoe als Zanclognatha adda.